# باغ‌وحش دالاس
باغ‌وحش دالاس (که پارک جانورشناسی دالاس نیز نامیده می‌شود) یک باغ‌وحش به مساحت ۱۰۶ جریب فرنگی (۴۳ هکتار) است که به فاصله ۳ مایل (۵ کیلومتر) در جنوب مرکز شهر دالاس، ایالت تگزاس، در پارک مارسالیس واقع شده است. این باغ‌وحش که در سال ۱۸۸۸ تأسیس شده است، قدیمی‌ترین و بزرگ‌ترین پارک جانورشناسی در تگزاس است و توسط انجمن جانورشناسی غیرانتفاعی دالاس اداره می‌شود. اینجا منزلگاه بیش از ۲٬۰۰۰ حیوان از ۴۰۶ گونه است. این باغ‌وحش عضو معتبر اتحادیه باغ‌وحش‌ها و آکواریوم‌ها (AZA) و عضو انجمن جهانی باغ‌وحش‌ها و آکواریوم‌ها (WAZA) است.
در سال ۲۰۰۹، شورای شهر دالاس به اتفاق آرا ساخت غول‌پیکران ساوانا به مساحت ۱۱ جریب فرنگی (۴٫۵ هکتار) را تصویب کرد و همچنین به خصوصی‌بودن باغ‌وحش رأی داد. در سال‌های اخیر، حضور مردم در اینجا افزایش داشته است. در سال ۲۰۱۵، این باغ وحش برای اولین بار به آمار بازدید سالانه بیش از ۱ میلیون نفر دست یافت. انجمن جانورشناسی دالاس تمام امور مربوط به جمع‌آوری کمک‌های مالی، عضویت، رویدادهای ویژه، خدمات غذایی، عملیات خرده‌فروشی، برنامه‌های داوطلبانه، بازاریابی و روابط عمومی باغ‌وحش را مدیریت می‌کند.